# Columbus (Novo México)
Columbus é uma vila localizada no estado americano de Novo México, no Condado de Luna.

## Demografia
Segundo o censo americano de 2000, a sua população era de 1765 habitantes.
Em 2006, foi estimada uma população de 1876, um aumento de 111 (6.3%).

## Geografia
De acordo com o United States Census Bureau tem uma área de
7,2 km², dos quais 7,2 km² cobertos por terra e 0,0 km² cobertos por água. Columbus localiza-se a aproximadamente 1238 m acima do nível do mar.

## Localidades na vizinhança
O diagrama seguinte representa as localidades num raio de 96 km ao redor de Columbus.